# Josh Thomson
Joshua Joseph Thomson (ur. 21 września 1978 w San Jose) – amerykański zawodnik mieszanych sztuk walki (MMA), mistrz Strikeforce w wadze lekkiej (2008-2009).

## MMA
W mieszanych sztukach walki zadebiutował 18 stycznia 2001. 23 listopada 2002 pokonał Roba McCullougha. W latach 2003–2004 związany z Ultimate Fighting Championship notując dwie wygrane i jedną porażkę z rąk Bahamczyka Yvesa Edwardsa. W lipcu 2005 zanotował jednorazowy występ dla PRIDE FC (wygrana nad Daisuke Sugim) po czym na początku 2006 związał się długoterminowo z lokalną konkurencją UFC – Strikeforce.

### Strikeforce
W debiucie dla niej 10 marca 2006 przegrał walkę o inauguracyjne mistrzostwo wagi lekkiej z Clayem Guidą. Po wygranych m.in. nad Duane’em Ludwigiem otrzymał kolejną szansę walki o tytuł, tym razem mistrza Stanów Zjednoczonych z Nam Phanem którego pokonał na punkty. Tytuł mistrza USA obronił raz poddając Nicka Gonzaleza po czym 27 czerwca 2008 zmierzył się o pas międzynarodowego mistrza wagi lekkiej z Gilbertem Melendezem. Thomson wygrał pojedynek jednogłośnie na punkty i został mistrzem lecz w rewanżu z Melendezem stracił tytuł. W latach 2010–2012 mierzył się z czołowymi zawodnikami w organizacji wygrywając z Patrickiem Healym, Gesiasem Cavalcante oraz Karlem Noonsem. Notował też porażki z Tatsuyą Kawajirim czy ponownie w walce o tytuł z Melendezem.

### Powrót do UFC
Na początku 2013 Strikeforce zakończyło działalność. Większość zawodników będących pod kontraktem została przeniesiona do UFC w tym i Thomson. W pierwszej walce od powrotu do klatki UFC zmierzył się z młodszym z braci Diaz – Natem. Thomson wygrał starcie przed czasem (TKO – po wysokim kopnięciu w głowę) i otrzymał bonus finansowy za "nokaut wieczoru". Mimo dobrego początku w UFC, następne trzy pojedynki przegrał, wszystkie na punkty m.in. z byłym mistrzem UFC Bensonem Hendersonem. Po walce z Tonym Fergusonem jego kontrakt z UFC został wypełniony jednak organizacja postanowiła nie przedłużać z nim umowy, więc w związku z tym związał się z konkurencyjnym Bellator MMA.

### Bellator MMA
W debiucie dla nowej organizacji 19 września 2015 pokonał przed czasem Mike'a Bronzoulisa. 4 grudnia na Bellator 147 znokautował Pablo Villasecę, natomiast 18 lutego 2017 został znokautowany przez Patricky'a Freire.

## Osiągnięcia
Mieszane sztuki walki:
- 2006-2008: mistrz USA Strikeforce w wadze lekkiej (-70 kg)
- 2008-2009: mistrz Strikeforce w wadze lekkiej

Pankration / Submission fighting:
- 1999: mistrz WPKO World & North American w pankrationie
- mistrz North American w submission fightingu
- mistrz NAKO Northwestern